# 尚漫
《尚漫》是由人民邮电出版社主办、邮电出版有限责任公司出版的漫画杂志，在中国大陆发行，于2010年10月起试刊、2011年1月（总第4期）正式创刊。其连载的漫画以长篇原创少年漫画为主。另外，同名品牌下还有读者投稿型原创漫画网站，还经营有漫画图书出版等业务。

## 刊物风格
该刊物在宣传和内容上都强调其“典型少年漫画”的风格，因此连载的作品大多具有大动态的画面和强烈的动作元素。作品中的人物也经常因为搏斗等原因受伤，有许多鲜血喷溅等激烈表现手法的镜头。同时其对白也多以直白易懂、热血励志的语言为主。除了常见的以人类为主要人物的作品外，也连载有在中国大陆比较少见的以半兽人为主要人物的作品。
尚漫的月刊采用单面印刷1页漫画的排版方式来制作大画幅和大字号的漫画。这在目前中国大陆的原创漫画杂志多以单面排印4页漫画的潮流下是比较少见的做法。

## 主要连载作品列表
- 梦骑士
- 魂之少年
- 世界守护神
- PLAYER
- 翱骊
- 心跳频率
- 猎魂S
- 二班向前冲

## 发行方式
该杂志为月刊，采用国际标准十六开印刷。每月一号发行。每期刊物全刊共224页加四封，其中彩页32页，黑白192页。目前主要通过邮政书报亭、新华书店等渠道进行零售，也接受读者邮购订阅。

## i尚漫
i尚漫是由《尚漫》杂志主办的原创漫画全媒体平台，将作品推广到纸质作品、网络、移动平台等全媒体。